# Eyjólfur Kársson
Eyjólfur Kársson (1196-1222) fue un caudillo medieval y bóndi de Vatnsdalur, Islandia que tuvo un papel relevante durante la guerra civil islandesa, episodio histórico conocido como Sturlungaöld. Partidario del obispo Guðmundur Arason. Casó con Herdís, una de las hijas de Hrafn Sveinbjarnarson de Eyri. Posteriormente fundó un asentamiento en Rauðisandur, pero tuvo la oposición de Gísla Markússon de Saurbær y tuvieron enfrentamientos sangrientos. En 1217 se vio forzado a trasladarse a Flatey á Breiðafirði.
En otoño de 1218 Arnór Tumason, un férrero opositor del obispo, estaba custodiando a Guðmundur en Hólar durante el invierno, pero en primavera lo trasladó a Hvítárvellir. Eyjólfur supo de ello y una noche le rescató para llevarlo a Flatey. En 1220 se dirigió hacia el norte donde tuvo lugar la batalla de Helgastaðir.
En verano de 1221 el obispo se dirigió a Hólar pero Tumi Sighvatsson lo expulsó. Se dirigió luego a Málmey donde estaban Eyjólfur y otros caudillos. El 4 de febrero mató a Tumi y escapó a Grímsey tras la Pascua. Sigvatr Sturluson y Sturla Sighvatsson encabezaron la venganza por la muerte de Tumi y se enfrentaron en Grímseyjarför. Eyjólfur se rindió tras una defensa que estuvo lejos de ser heroica y el obispo volvió a ser apresado.